# 합리적 선택 이론
합리적 선택 이론(rational choice theory) 또는 선택 이론(choice theory), 합리적 행동 이론(rational action theory)은 사회적, 경제적 행동을 이해하고 모형화하기 위한 틀이다. 합리적 선택 이론의 기본적 전제는 집합적인 사회적 행위는 개별적인 행위자의 행위로부터 연유한다는 것이며, 행위자 각각은 개별적인 결정을 내린다. 그러므로 이 이론은 개인의 결정 요인에 초점을 맞춘다.
합리적 결정 이론은 개인이 어떤 것을 선호하는지 말할 수 있는 선택 가능한 대안 중에서 선호를 가지고 있다고 가정한다. 이러한 선호는 완결되고 (항상 두 대안 중 어떤 것을 선호하는지 또는 다른 것에 대해서 어느 것도 선호하지 않는다고 말할 수 있다.) 전이된다고 (대안 A를 대안 B보다 선호하고 대안 B를 C보다 선호한다면 A를 C보다 선호하는 것이다.) 가정된다. 합리적 주체는 자신의 선호를 결정할 때, 이용 가능한 정보, 사건의 가능성, 잠재적 비용과 이익을 고려하며, 스스로 결정한 행위의 가장 좋은 대안을 정할 때 일관적으로 행동한다고 가정된다.
합리성의 한 가지 버전은 도구적 합리성으로, 목표의 가치를 고려하지 않고 가장 비용 효율적인 방법을 사용하여 목표를 달성하는 것을 포함한다. Duncan Snidal은 목표가 이기적이거나 이기적이거나 물질적 이익에 국한되지 않는다고 강조한다. 여기에는 규범적 또는 관념적 목표뿐만 아니라 기타 관련, 이타적 목표도 포함된다.
합리적 선택 이론은 선택 과정을 설명한다고 주장하는 것이 아니라 선택의 결과와 패턴을 예측하는 데 도움이 된다. 결과적으로 개인은 이기적이거나 호모 이코노미쿠스라고 가정한다. 여기에서 개인은 비용과 이익의 균형을 유지하여 개인의 이점을 극대화하는 결정에 도달한다. 그러한 모델의 지지자, 특히 시카고 경제학과와 관련된 모델은 모델의 가정이 현실에 대한 정확한 설명이라고 주장하지 않으며, 명확하고 반증 가능한 가설을 공식화하는 데 도움이 될 뿐이다.  이러한 관점에서 가설의 성공을 판단하는 유일한 방법은 경험적 테스트이다. 밀턴 프리드먼의 예를 들어, 나무 잎의 행동이 합리성으로 설명된다는 이론이 실증적 테스트를 통과하면 성공한 것으로 간주된다.
개인의 목표나 선호를 명시적으로 지시하지 않고는 합리성 가정을 경험적으로 테스트하거나 무효화하는 것이 불가능할 수 있다. 그러나 특정 버전의 이론에 의해 만들어진 예측은 테스트할 수 있다. 최근 몇 년 동안 합리적 선택 이론의 가장 널리 퍼진 버전인 기대 효용 이론은 행동경제학의 실험 결과에 의해 도전을 받았다. 경제학자들은 심리학 같은 다른 분야에서 배우고 인간의 의사 결정에 대한 보다 정확한 견해를 얻기 위해 선택 이론을 풍부하게 하고 있다. 예를 들어, 행동 경제학자이자 실험 심리학자인 대니얼 카너먼은 이 분야의 업적으로 2002년 노벨 경제학상을 수상했다.
합리적 선택 이론은 인간의 행동에 대한 두 가지 선택의 두 가지 결과가 있다고 제안했다. 첫째, 가능한 모든 관련 조치 내에서 실행 가능한 영역이 선택된다. 둘째, 선호하는 옵션을 선택한 후 재정적, 법적, 사회적, 신체적 또는 정서적 제약의 제약을 기반으로 선택된 실행 가능한 영역을 선택했다. 그 후, 선호도에 따라 선택이 이루어진다.
합리적 선택 이론에서 사용되는 합리성의 개념은 그 단어의 구어체이자 가장 철학적인 사용과 다르다. 이러한 의미에서 "합리적인" 행동은 "현명한", "예측 가능한" 또는 "사려 깊고 명료한 방식으로"를 나타낼 수 있다. 합리적 선택 이론은 합리성에 대한 훨씬 더 좁은 정의를 사용한다. 가장 기본적인 수준에서 행동은 목표 지향적이고, 성찰적(평가적)이며, 일관적(시간 및 다양한 선택 상황에 따라)인 경우 합리적이다. 이것은 무작위적, 충동적, 조건적 또는 (비평가적) 모방에 의해 채택되는 행동과 대조된다.
제번스를 포함하여 합리적인 선택에 관해 글을 쓰는 초기 신고전파 경제학자들은 대리인이 자신의 행복 또는 효용을 극대화하기 위해 소비 선택을 한다고 가정했다. 현대 이론은 만족해야 하는 일련의 선택 공리를 기반으로 합리적인 선택을 하며 일반적으로 목표(선호도, 욕구)가 어디에서 오는지 지정하지 않는다. 그것은 대안의 일관된 순위를 요구한다. :501개인은 개인의 선호도와 자신이 직면한 제약 조건에 따라 최선의 행동을 선택한다.

## 같이 보기
- 게임 이론
- r/K 선택이론